# Gymnocalycium paediophilum
Gymnocalycium paediophilum ist eine Pflanzenart in der Gattung Gymnocalycium aus der Familie der Kakteengewächse (Cactaceae). Das Artepitheton paediophilum bedeutet ‚kinderliebend‘ und bezieht sich auf die zahlreich gebildeten Kindel.

## Beschreibung
Das sprossende und gruppenbildende Gymnocalycium paediophilum hat rundliche bis kurzzylindrische, grüne Triebe, die bei einem Durchmesser von 5 bis 8 Zentimeter eine Wuchshöhe von 10 bis 20 Zentimeter erreichen. Die 6 bis 10 Rippen sind etwas warzig. Der kräftige Mitteldorn ist 1,5 bis 2,5 Zentimeter lang. Manchmal sind zwei zusätzliche kleinere vorhanden. Die pfriemlichen 5 bis 7 Randdornen sind aufrecht, braun und bis zu 3 Zentimeter lang.
Die blassroten, sich weit öffnenden Blüten sind 4,5 bis 6 Zentimeter lang und haben einen Durchmesser von 5 bis 6 Zentimeter. Die grünen bis blaugrünen Früchte haben eine Länge von 1 bis 1,8 Zentimeter und einen Durchmesser zwischen 0,7 und 1,5 Zentimeter.

## Verbreitung und Systematik
Gymnocalycium paediophilum ist in Paraguay im Departamento Boquerón verbreitet.
Die Erstbeschreibung wurde 1979 durch Friedrich Ritter veröffentlicht.

## Nachweise